# Silene reichenbachii
Silene reichenbachii là loài thực vật có hoa thuộc họ Cẩm chướng. Loài này được Vis. miêu tả khoa học đầu tiên năm 1850.